# ガビーズシスター
ガビーズシスター（欧字名:Gabby's Sister、2021年2月28日 - ）は、日本の競走馬。主な勝ち鞍は2024年のカペラステークス。
馬名の意味は、テスコガビーより＋お姉さん。テスコガビーのファミリーなので。

## 経歴
2024年1月14日、中山競馬場3Rの3歳新馬（ダート1200m）で、柴田大知を背にデビュー。単勝135.2倍の11番人気と全く期待されていなかったが、直線で猛然と追い上げ、2着に好走した。次走の未勝利戦で初勝利を収めた。初の重賞および芝レース挑戦で出走したクイーンカップは最下位13着に沈んだ。一度ダートに戻り、定年引退する中野栄治調教師のラストデーに開催された3歳1勝クラスで2勝目をマーク。森一誠厩舎への転厩後、再度の芝挑戦で出走した6月の立待岬特別（2勝クラス）は10着に大敗。以降は完全にダートに路線を絞った。
8月11日の桑園特別（2勝クラス）で差し切り勝ちを収めると、次走の外房ステークス（3勝クラス）も中団から鋭く伸びて連勝を飾り、オープンクラスへの昇格を果たす。続いて、12月8日のカペラステークスに出走。中団追走から直線で先行各馬を差し切り、重賞初優勝を果たした。鞍上の吉田隼人は4月の落馬事故から10月に復帰して以降、初の重賞制覇。また開業したばかりの森一誠調教師も、JRA重賞初挑戦での重賞初制覇となった。

## 競走成績
以下の内容は、netkeiba.com、JBISサーチおよびRacing Postに基づく。
| 競走日     | 競馬場 | 競走名         | 格     | 距離（馬場）  | 頭 数 | 枠 番 | 馬 番 | オッズ （人気） | 着順 | タイム （上り3F） | 着差  | 騎手        | 斤量 [kg] | 1着馬（2着馬）         | 馬体重 [kg] |
| ---------- | ------ | -------------- | ------ | ------------- | ----- | ----- | ----- | --------------- | ---- | ----------------- | ----- | ----------- | --------- | ---------------------- | ----------- |
| 2024.01.14 | 中山   | 3歳新馬        |        | ダ1200m（稍） | 16    | 2     | 4     | 135.2（11人）   | 02着 | R1:13.3（37.5）   | -0.1  | 0柴田大知   | 55        | ジョーローリット       | 466         |
| 0000.01.21 | 中山   | 3歳未勝利      |        | ダ1200m（不） | 16    | 6     | 11    | 003.80（3人）   | 01着 | R1:10.3（36.3）   | -0.7  | 0R.キング   | 55        | （ケイティキセキ）     | 468         |
| 0000.02.10 | 東京   | クイーンC      | GIII   | 芝1600m（良） | 13    | 4     | 5     | 039.90（8人）   | 13着 | R1:35.1（35.9）   | -2.0  | 0R.キング   | 55        | クイーンズウォーク     | 468         |
| 0000.03.03 | 中山   | 3歳1勝クラス   |        | ダ1200m（稍） | 16    | 6     | 12    | 002.90（1人）   | 01着 | R1:11.5（37.3）   | -0.2  | 0R.キング   | 55        | （プロミシングスター） | 466         |
| 0000.06.30 | 函館   | 立待岬特別     | 2勝    | 芝1200m（良） | 15    | 8     | 15    | 009.00（4人）   | 10着 | R1:09.5（35.2）   | -0.7  | 0小林凌大   | 53        | オウバイトウリ         | 468         |
| 0000.08.11 | 札幌   | 桑園特別       | 2勝    | ダ1000m（良） | 12    | 5     | 6     | 002.30（1人）   | 01着 | R0:58.7（35.5）   | -0.4  | 0武豊       | 54        | （アマルナ）           | 466         |
| 0000.09.29 | 中山   | 外房S          | 3勝    | ダ1200m（良） | 16    | 5     | 10    | 002.90（1人）   | 01着 | R1:09.7（35.9）   | -0.5  | 0C.ルメール | 54        | （ブシン）             | 460         |
| 0000.12.08 | 中山   | カペラS        | GIII   | ダ1200m（良） | 15    | 3     | 6     | 003.30（1人）   | 01着 | R1:10.1（36.3）   | -0.0  | 0吉田隼人   | 54        | （クロジシジョー）     | 460         |
| 2025.02.22 | KAA    | リヤドDS       | G2     | ダ1200m（Fs） | 12    | 3     | 11    | 008.00（3人）   | 03着 | R1:12.01          | -0.85 | 0C.ルメール | 55        | Straight No Chaser     | 計不        |
| 0000.04.16 | 大井   | 東京スプリント | JpnIII | ダ1200m（稍） | 15    | 8     | 15    | 002.20（1人）   | 05着 | R1:11.5（36.8）   | -0.2  | 0C.ルメール | 54        | エートラックス         | 462         |

- 海外の競走の「枠番」欄にはゲート番を記載
- サウジアラビアのオッズ・人気はRacing Postのもの（日本式のオッズ表記とした）
- 競走成績は2025年4月16日現在

## 血統表
| ガビーズシスターの血統          | ガビーズシスターの血統               | ガビーズシスターの血統 | （血統表の出典）       | （血統表の出典） |
| 父系                            | キングマンボ系                       | キングマンボ系         | キングマンボ系         | [ § 2 ]          |
| 父 *アポロキングダム 2003 栗毛  | 父の父Lemon Drop Kid 1996 鹿毛       | Kingmambo              | Mr. Prospector         | Mr. Prospector   |
| 父 *アポロキングダム 2003 栗毛  | 父の父Lemon Drop Kid 1996 鹿毛       | Kingmambo              | Miesque                |                  |
| 父 *アポロキングダム 2003 栗毛  | 父の父Lemon Drop Kid 1996 鹿毛       | Charming Lassie        | Seattle Slew           | Seattle Slew     |
| 父 *アポロキングダム 2003 栗毛  | 父の父Lemon Drop Kid 1996 鹿毛       | Charming Lassie        | Lassie Dear            |                  |
| 父 *アポロキングダム 2003 栗毛  | 父の母Bella Gatto 1996 栗毛          | Storm Cat              | Storm Bird             | Storm Bird       |
| 父 *アポロキングダム 2003 栗毛  | 父の母Bella Gatto 1996 栗毛          | Storm Cat              | Terlingua              |                  |
| 父 *アポロキングダム 2003 栗毛  | 父の母Bella Gatto 1996 栗毛          | Winter Sparkle         | Northjet               | Northjet         |
| 父 *アポロキングダム 2003 栗毛  | 父の母Bella Gatto 1996 栗毛          | Winter Sparkle         | Turn to Talent         |                  |
| 母 アンジュデトワール 2012 鹿毛 | 母の父スペシャルウィーク 1995 黒鹿毛 | *サンデーサイレンス    | Halo                   | Halo             |
| 母 アンジュデトワール 2012 鹿毛 | 母の父スペシャルウィーク 1995 黒鹿毛 | *サンデーサイレンス    | Wishing Well           |                  |
| 母 アンジュデトワール 2012 鹿毛 | 母の父スペシャルウィーク 1995 黒鹿毛 | キャンペンガール       | マルゼンスキー         | マルゼンスキー   |
| 母 アンジュデトワール 2012 鹿毛 | 母の父スペシャルウィーク 1995 黒鹿毛 | キャンペンガール       | レディーシラオキ       |                  |
| 母 アンジュデトワール 2012 鹿毛 | 母の母エンゼルカロ 1997 鹿毛         | *スターオブコジーン    | Cozzene                | Cozzene          |
| 母 アンジュデトワール 2012 鹿毛 | 母の母エンゼルカロ 1997 鹿毛         | *スターオブコジーン    | Star Gem               |                  |
| 母 アンジュデトワール 2012 鹿毛 | 母の母エンゼルカロ 1997 鹿毛         | ヤマフノーザリー       | *ノーザリー            | *ノーザリー      |
| 母 アンジュデトワール 2012 鹿毛 | 母の母エンゼルカロ 1997 鹿毛         | ヤマフノーザリー       | テスコエンゼル         |                  |
| 母系(F-No.)                     | (FN:1-o)                             | (FN:1-o)               | (FN:1-o)               | [ § 3 ]          |
| 5代内の近親交配                 | Northern Dancer：S5×M5               | Northern Dancer：S5×M5 | Northern Dancer：S5×M5 | [ § 4 ]          |
| 出典                            | 1. 2. 3. 4.                          | 1. 2. 3. 4.            | 1. 2. 3. 4.            | 1. 2. 3. 4.      |

- 祖母エンゼルカロは1999年函館3歳ステークス勝ち馬。
- 4代母テスコエンゼルはテスコガビーの全妹。